# BMW 303
La BMW 303 est une voiture du constructeur BMW produite entre 1933 et 1934.

## Historique

### Développement
En 1931, sur la base d’un accord de coopération avec Daimler-Benz, BMW décide de développer une nouvelle voiture au-dessus de la BMW 3/20 à succès avec un moteur six cylindres et une cylindrée allant jusqu’à 1,3 litre.

#### Moteur
À l’usine principale de Munich, Max Friz a conçu ce qui était à l’époque un moteur très avancé avec des soupapes en tête (OHV) et un bloc moteur et une culasse en alliage d’aluminium; à Eisenach, en revanche, son ancien employé, Martin Duckstein, a conçu une conception conventionnelle avec des soupapes verticales (commande de soupape SV) et seulement trois paliers de vilebrequin. Le carter et la culasse étaient en fonte grise.
À l’été 1932, le directeur général Popp a chargé le responsable des essais, Rudolf Schleicher, d’évaluer les concepts de moteurs concurrents. Schleicher a ensuite présenté sa propre conception avec son collègue Karl Rech : un bloc moteur et une culasse en fonte grise bon marché, mais avec quatre paliers de vilebrequin au lieu de trois et une commande de soupape OHV. Il était alimenté en mélange air-carburant par deux carburateurs à tirage montant. Schleicher et Rech ont introduit le système modulaire éprouvé et réussi des motos BMW dans la construction automobile de BMW. De nombreuses pièces étaient identiques à celles du moteur quatre cylindres de la BMW 3/20 et, par conséquent, le moteur six cylindres pouvait également être usiné sur ses machines de production. Les principes de conception américains, la production de masse, ont servi de modèle - après tout, BMW produisait le moteur neuf cylindres de l’avion BMW Hornet, un Pratt & Whitney R-1690 Hornet construit sous licence, depuis 1928.
Hans Nibel, développeur en chef chez Daimler-Benz et bon ami de Franz Josef Popp, a finalement été consulté et s’est immédiatement prononcé en faveur du design de Schleicher et Rech, qui a ensuite été mis en œuvre.

#### Châssis
Le designer en chef Fritz Fiedler, qui n’est passé de Horch à Zwickau à BMW à Eisenach qu’en août 1932, a trouvé un nouveau cadre d’échelle en profilés ouverts (en forme de U) pour la 303, mais il ne répondait pas à ses exigences. En peu de temps, il a conçu une construction plus légère avec des tubes longitudinaux ronds et des traverses en forme de caisson. La base du châssis était également tournée vers l’avenir pour les années qui ont suivi.

### Commercialisation
BMW a présenté la Type 303 en février 1933 lors du 24e Salon de l'automobile de Francfort.
Trois carrosserie étaient proposées au choix : une berline 2 portes 4 places (3 600 Reichsmark), un cabriolet 2 portes 4 places (4 400 Reichsmark) et un cabriolet sport 2 portes 2 places (4 600 Reichsmark).
Après la construction de 2 300 véhicules, la BMW 315 avec un moteur plus puissant est arrivée sur le marché en 1934 en tant que successeur.
| Chiffres de production | Année | 1933 | 1934 | Total |
| ---------------------- | ----- | ---- | ---- | ----- |
| BMW 303                |       | 1386 | 914  | 2300  |

## Technologie

### Moteur et transmission

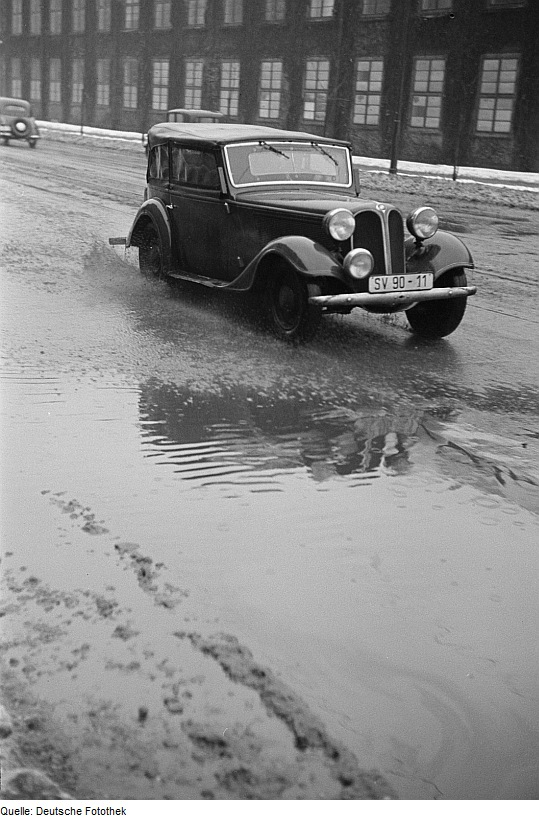
BMW 303 cabriolet

Les véhicules étaient propulsés par un moteur six cylindres en ligne (conçu par Rudolf Schleicher) d’une cylindrée de 1 173 cm³, qui délivrait une puissance de 30 ch (22 kW) à 4 000 tr/min. La puissance du moteur était transmise aux roues arrière via une boîte de vitesses manuelle à quatre rapports. La vitesse maximale était de 90 km/h.

### Carrosserie et châssis
Les roues avant étaient suspendues individuellement : l’essieu à double triangulation se composait d’un ressort à lames transversal supérieur et de triangles inférieurs, l’essieu arrière rigide était guidé par des ressorts à lames longitudinaux semi-elliptiques. Toutes les roues étaient équipées de frein à tambour mécaniques (câble Bowden).